# (15896) Birkhoff
(15896) Birkhoff  es un asteroide perteneciente al cinturón de asteroides, descubierto el 13 de junio de 1997 por Paul G. Comba desde el Observatorio de Prescott, en Arizona, Estados Unidos.

## Designación y nombre
Birkhoff se designó inicialmente como 1997 LX5.
Más adelante fue nombrado en honor al matemático estadounidense  George David Birkhoff (1884-1944).

## Características orbitales
Birkhoff orbita a una distancia media del Sol de 2,4237 ua, pudiendo acercarse hasta 2,0509 ua y alejarse hasta 2,7965 ua. Tiene una excentricidad de 0,1538 y una inclinación orbital de 1,9848° grados. Emplea en completar una órbita alrededor del Sol 1378 días.

## Características físicas
Su magnitud absoluta es 15,6.